# Curvibacter delicatus
Curvibacter delicatus es una especie de bacteria gramnegativa del género Curvibacter. Fue descrita en el año 2004. Su etimología hace referencia a delicado. Anteriormente conocida como Aquaspirillum delicatum y Spirillum delicatum. Es aerobia y móvil por flagelos polares, entre 1 y 2. Tiene un tamaño de 0,3-0,5 μm de diámetro por 1-2 μm de largo. Forma colonias pequeñas, semitranslúcidas y lisas. Catalasa y oxidasa positivas. Se ha aislado de agua dulce. 